# First Issue
First Issue (так же известен как Public Image) — дебютный студийный альбом британской пост-панк группы Public Image Ltd, выпущенный в декабре 1978 года на лейбле Virgin Records.

## Запись сессии
Дебютный сингл — «Public Image», был записан в первую очередь. Запись началась в понедельник, в середине июля 1978 года в студии Адвижен с инженером Джоном Леки и его ассистентом Кеннетом Воганом Томасом. Для микширования группа отправилась в студию Уессекс Саунд с инженером Биллом Прайсом и его ассистентом Джереми Грином.
22 июля 1978 года в музыкальной прессе сообщалось, что группа была в студии звукозаписи, и на следующей неделе Virgin Records объявили о выпуске дебютного сингла 8 сентября 1978 года.
«Theme», «Religion», «Annalisa» — были записаны осенью в студиях Таунхаус и Мэнор, вместе с инженером Миком Глоссопом.
Последние три песни на второй стороне («Low Life», «Attack», «Fodderstompf») были записаны в студии Госберри Саунд с инженером Марком Лисарди. Эта дешевая студия регги использовалась, потому что у группы закончились деньги. Лайдон знал студию, со времен Sex Pistols, так как в январе 1977 года они записывали там демозаписи.
К концу сентября 1978 года запись альбома была закончена. Группа думала добавить альтернативную версию песни «Public Image» с другим текстом на альбом, но этот план был отвергнут.
В ноябре или декабре 1978 года Уоббл и Левен вернулись в студию Госберри Саунд, для записи 12-дюймовой пластинки «The Steel Leg Vs. The Electric Dread» с приглашёнными вокалистами, Винсом Бракеном и Дон Литтсом.
Для окончательного микширования треков группа вернулась в студию Таунхаус с инженером Миком Глоссопом.

## Американский релиз
9 февраля 1979 года лейбл Warner Bros. хотели выпустить альбом для американского рынка, но звук записей считался слишком некоммерческим для американского релиза и тогда студия попросила группу перезаписать часть альбома. Хотя группа записала новые версии некоторых песен в период между мартом и маем 1979 года, альбом не был выпущен в США. В 1980 году Warner Bros. выпустили песню «Public Image» на сборнике Troublemakers. Альбом был выпущен в США в своём оригинальном виде лишь в 2013 году, спустя 34 года после выхода альбома в Европе.

## Промовидео
В августе 1978 года записывали видео на новый сингл «Public Image», продюсером которого был Питер Клифтон, запись происходила в Notting Hill Studio Limited. Проморолик был выпущен 15 сентября 1978 года и показан на британском телевидении. В декабре 1986 года он был выпущен на VHS, в октябре 2005 года на DVD.

## Список композиций
Слова и музыка всех песен — Джон Лайдон, Кит Левин, Джа Уоббл и Джим Уолкер.
| №  | Название      | Длительность |
| -- | ------------- | ------------ |
| 1. | «Theme»       | 9:05         |
| 2. | «Religion I»  | 1:40         |
| 3. | «Religion II» | 5:40         |
| 4. | «Annalisa»    | 6:00         |

| №  | Название       | Длительность |
| -- | -------------- | ------------ |
| 1. | «Public Image» | 2:58         |
| 2. | «Low Life»     | 3:35         |
| 3. | «Attack»       | 2:55         |
| 4. | «Fodderstompf» | 7:40         |

## Участники записи
Public Image Ltd:
- Джон Лайдон — вокал
- Кит Левен — гитара
- Джа Уоббл — бас-гитара (вокал на «Fodderstompf»)
- Джим Уокер — барабаны (вокал на «Fodderstompf»)

## Чарты
«First Issue» занял 22-е место в британском чарте альбомов, где он оставался в течение 11 недель до 23 декабря 1978 года.
Сингл «Public Image» занял девятое место в британском топ-75, где он оставался в течение 8 недель до 21 октября 1978 года.
В Новой Зеландии альбом занял 18-е место в топ-50 альбомов, где он оставался в течение двух недель до 25 января 1979 года.